# Compagnia di Mosca

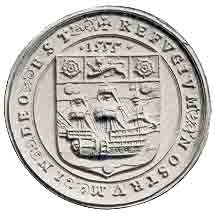
Il sigillo della compagnia

La Compagnia di Mosca o Compagnia della Moscovia (in inglese: Muscovy Trading Company; in russo: Московская компания) fu una società commerciale costituita in Inghilterra nel 1555. Fu la prima delle più grandi società commerciali che precorse il tipo di attività che sarebbe presto fiorita in Inghilterra ed associata ai nomi di Henry Hudson e William Baffin. La Compagnia di Mosca ebbe il monopolio del commercio fra l'Inghilterra e la Russia fino al 1698. Nel 1917 sopravvisse alla rivoluzione russa venendo trasformata in una fondazione di beneficenza pubblica, che collabora con la Federazione Russa.

## Storia

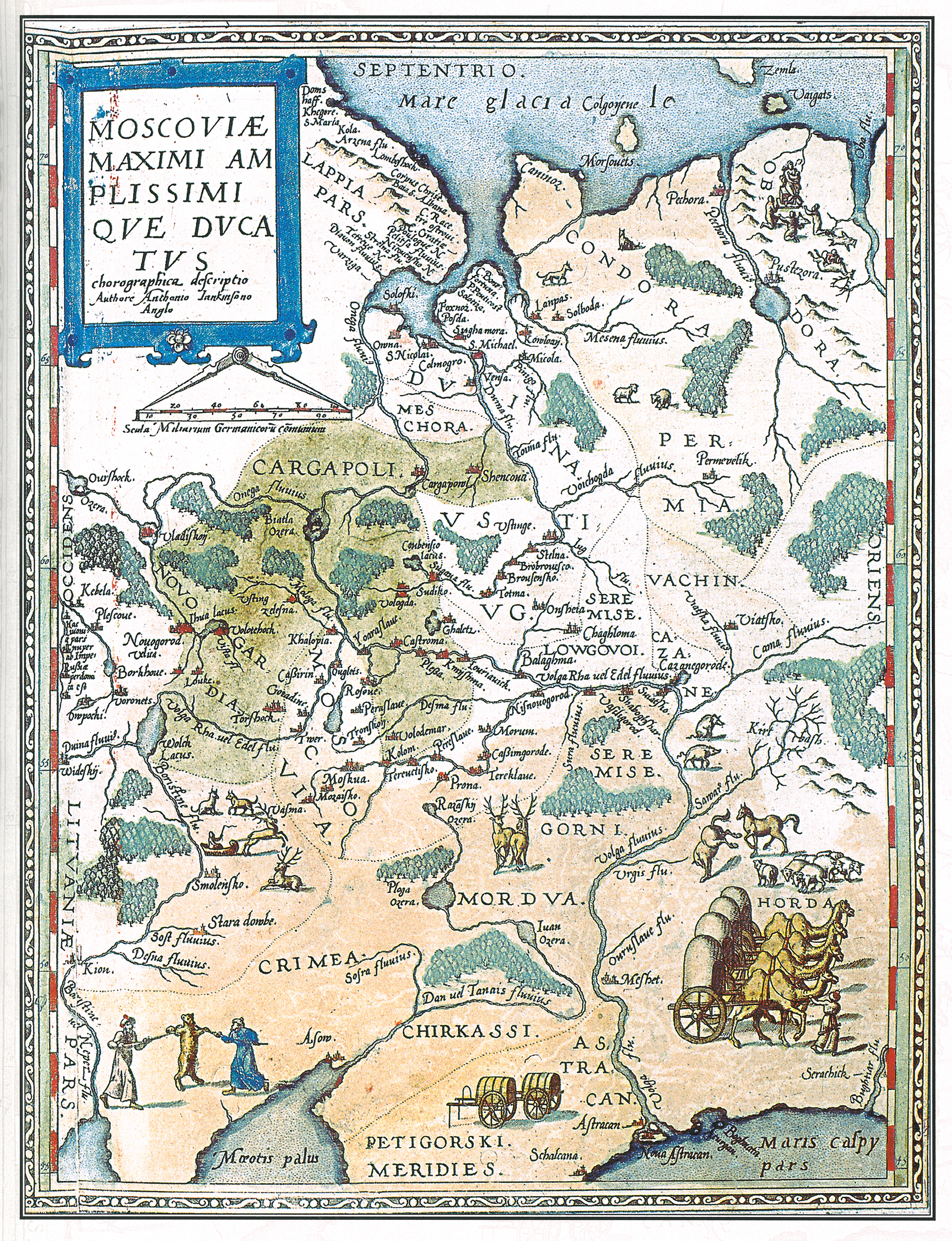
Mappa della Moscovia realizzata da Anthony Jenkinson e Gerard de Jode (1593)

Ivan IV di Russia mostra la sua tesoreria a Jerome Horsey (dipinto di Alexander Litovchenko, 1875)

La Compagnia di Mosca nasce dalla Compagnia dei mercanti avventurieri (in inglese Mystery and Company of Merchant Adventurers for the Discovery of Regions, Dominions, Islands, and Places unknown) fondata nel 1551 da Richard Chancellor, Sebastiano Caboto e sir Hugh Willoughby, i quali decisero di esplorare il passaggio a nord-est verso la Cina.
La prima spedizione della Compagnia dei mercanti avventurieri venne guidata da Willoughby, che sembra fosse stato scelto per via delle sue doti di comando ma che sfortunatamente non aveva alcuna esperienza di navigazione. Chancellor assunse il ruolo di navigatore della piccola flotta costituita da tre imbarcazioni: la Bona Esparanza al comando di Willoughby, la Edward Bonaventure con Chancellor e la Bona Confidentia. La flotta partì da Londra il 10 maggio 1553, ma vicino alle isole Lofoten le navi vennero sorprese da una forte tempesta e la nave di Chancellor venne separata dalle altre due.
Willoughby attraversò il mare di Barents e raggiunse la Novaja Zemlja. Passò un certo tempo navigando lungo le coste e poi tornò a sud verso la Scandinavia ma, alla foce del fiume Varzina ad est dell'attuale porto di Murmansk, la sua nave rimase intrappolata fra i ghiacci. Willoughby ed il suo equipaggio non erano preparati al freddo e dopo alcuni disperati tentativi di trovare aiuti, morirono tutti assiderati. L'anno seguente la nave venne ritrovata, con i corpi congelati del suo equipaggio, da un gruppo di pescatori russi.
Chancellor fu più fortunato. Egli riuscì ad entrare nel mar Bianco, dove alcuni pescatori locali furono meravigliati di vedere una nave di così grandi dimensioni. Egli raggiunse il porto del monastero di Nikolo-Korelskij sulla Dvina, vicino all'attuale Arcangelo, che venne costruita nel 1584 per far fronte all'aumento del commercio. La regione era stata da poco annessa alla Russia e lo zar Ivan IV, udito dell'arrivo di Chancellor, invitò immediatamente il visitatore a Mosca per un'udienza alla corte zarista.
Chancellor fece il viaggio verso Mosca, di circa 1.000 chilometri, attraverso una landa ricoperta da neve e ghiaccio. Egli trovò Mosca come una città più estesa di Londra ma molto più primitiva con la maggior parte delle costruzioni realizzate in legno. Comunque il palazzo dello zar era veramente lussuoso così come il pranzo che offrì a Chancellor. Lo zar fu felice di aprire la rotta ai commerci con l'Inghilterra ed altri paesi visto che la Russia non aveva ancora una via sicura con il mar Baltico e che quasi tutta l'area era rivendicata dai potenti vicini Confederazione polacco-lituana ed Impero svedese. Inoltre, la Lega anseatica aveva il monopolio del commercio fra la Russia e l'Europa centrale e Occidentale. Chancellor non fu meno contento di aver trovato un buon mercato per la lana Inglese, ricevendo in cambio pellicce e altre merci. Quando egli ritornò in patria nel 1554, portò con sé delle lettere dello zar che invitava i mercanti inglesi a commerciare con la Russia e prometteva loro molti privilegi.
La Compagnia dei mercanti avventurieri si rinominò Compagnia di Mosca e, nel 1555, Chancellor partì nuovamente per la Russia. La Compagnia di Mosca divenne un importante contatto diplomatico fra la Russia e l'Inghilterra soprattutto per l'isolata Russia, quando Chancellor tornò in Inghilterra, nel 1556, assieme al primo ambasciatore russo a Londra, Osip Nepeja. A questo punto la fortuna di Chancellor ebbe improvvisamente termine. Una tremenda tempesta al largo delle coste scozzesi investì la nave e questa naufragò. Chancellor non riuscì a salvarsi mentre l'ambasciatore russo riuscì a raggiungere la riva dove venne soccorso e tenuto in ostaggio per alcuni mesi dagli scozzesi prima di essere liberato e poter finalmente raggiungere Londra.
Chancellor venne sostituito come principale dirigente della Compagnia di Mosca da Anthony Jenkinson, che fece due importanti viaggi cercando di raggiungere il Catai via terra da Mosca, con sosta a Bukhara, fra il 1562 ed il 1579 per creare una rotta via terra fra la Russia e la Persia. Nel 1567, quando la Russia stava soccombendo nella prima guerra del nord, Ivan IV chiese a Jenkinson di prospettare alla regina Elisabetta I d'Inghilterra una alleanza militare ed un possibile rifugio in Inghilterra per lo zar stesso e la sua corte, qualora fosse costretto a lasciare la Russia. I negoziati non ebbero successo e lo zar fu costretto a siglare un cessate il fuoco con la Confederazione polacco-lituana.
La Compagnia di Mosca venne ufficialmente riconosciuta dalla regina Elisabetta I nel 1577. Il principale e più proficuo affare fu la caccia alla balena che si concentrò intorno allo Spitsbergen nei primi anni del XVII secolo Inizialmente gli inglesi provarono a scalzare gli altri competitori europei ma, successivamente, si concentrarono nelle acque a sud delle isole dell'Oceano Artico.
Un altro viaggio intrapreso dalla Compagnia di Mosca dopo la morte di Chancellor, fu un secondo tentativo di trovare il passaggio a nord est. Guidato da Stephen Burrough, egli tentò di veleggiare attraverso il "Kara Gate" come via diretta fra Vajgač e la Novaja Zemlja, fallendo e dovendo ritornare in patria.
Nel 1646, i mercanti inglesi vennero espulsi dalla Russia, ma i commerci ripresero con la English Restoration di Carlo II nel 1660, quando essa venne riorganizzata come società regolamentata. Essa godette di importanti privilegi dal 1649 ed il monopolio del commercio inglese con la Russia fino al 1698, quando perse questi privilegi per questioni politiche.
La Compagnia di Mosca continuò ad esistere fino alla rivoluzione Russa. La sua sede principale (chiamata Old English Yard), edificata durante il regno di Ivan IV, non lontana dal Cremlino, fu visitata dalla regina Elisabetta II nel 1994.

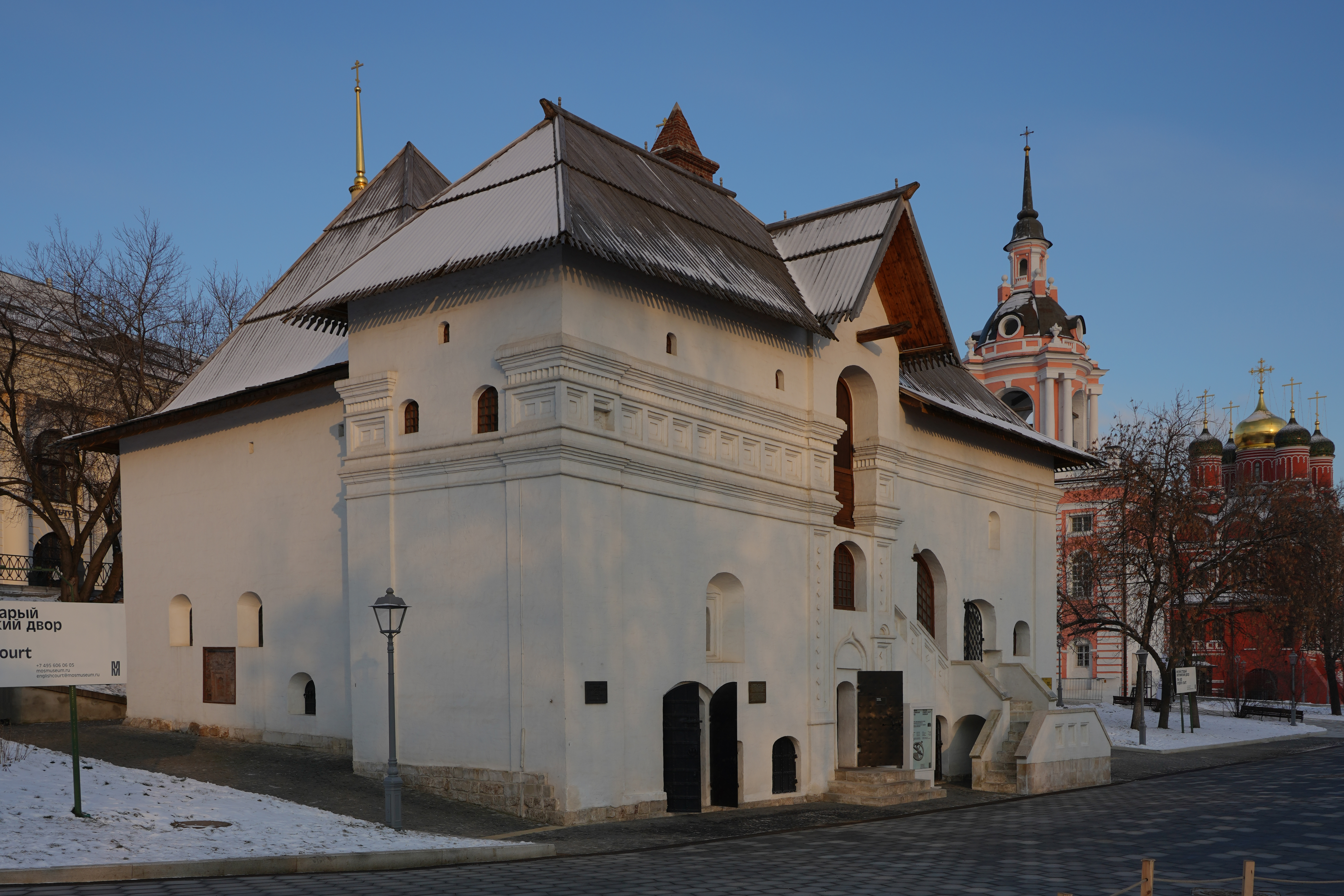
L'Old English Yard